# Lijst van afleveringen van MythBusters (seizoen 8)
Dit is een lijst van de verschillende mythen en broodjeaapverhalen uitgetest in het achtste seizoen van de televisieserie MythBusters. Mythen kunnen drie uitkomsten hebben: busted (de bewering klopt niet), plausible (de bewering is mogelijk juist), of confirmed (de bewering werd bevestigd).

## Aflevering 137 – Boomerang Bullet

### 360° Ricochet
| Mythe | Status | Notities |
| --- | ------ | --- |
| Iemand die een kogel afschiet kan per ongeluk zichzelf raken indien de kogel via muren, het plafond of de vloer in een hoek van 360 graden naar hem terugkaatst. | Busted | Adam en Jamie gebruiken drie stalen platen met een hoek van 90 graden om te proberen een kogel terug te kaatsen naar de schutter. Er werden drie soorten munitie getest, maar geen van alle kaatste goed terug. Toen ze er eindelijk in slaagden een kogel via drie ricochets terug te laten keren bij de schutter, bleek de kogel al te veel afgeremd om nog fatale verwondingen te veroorzaken. |

### Conifer Catapult
| Mythe | Status | Notities |
| --- | ------ | --- |
| Een leger dat een stad of kasteel belegerde kon nabijgelegen coniferen gebruiken als primitieve katapult om bijvoorbeeld lijken de stad in te slingeren. | Busted | Het juniorteam bezocht eerst een tuincentrum om te testen hoeveel buigkracht een conifeer heeft. Met een geschikte conifeer probeerden ze Buster te lanceren, maar hij viel enkel op de grond vlak voor de boom. Om een beter type conifeer te vinden werden schaaltesten gedaan. Daarbij bleek de pseudotsuga de beste. Met een volgroeide pseudotsuga werd de test herhaald, maar ook nu kwam Buster niet ver. |

## Aflevering 138 – Soda Cup Killer

### Cup vs Car
| Mythe | Status | Notities |
| --- | ------ | --- |
| Een plastic bekertje gevuld met frisdrank kan, indien het uit een rijdende auto wordt gegooid, de ruit van een andere auto breken en de bestuurder van die auto dodelijk verwonden. | Busted | Adam en Jamie deden eerst wat testen met verschillende frisdranken, waaronder enkele met ijs erin. Ze ontdekten dat slush de meeste impactkracht had. Vervolgens werd een bekertje met slush via een luchtdrukkanon afgevuurd op een autoruit. De ruit barstte wel, maar het bekertje kwam er niet doorheen. Bij een schot van dichterbij vloog het bekertje wel door de ruit, maar de impact was niet groot genoeg om iemand in de auto te doden. |

### Hollywood Hang
| Mythe | Status    | Notities |
| --- | --------- | --- |
| Iemand kan lange tijd aan de rand van een gebouw of afgrond hangen.                                                           | Busted    | Het juniorteam probeerde te blijven hangen aan een dakrand met minimale ruimte om aan vast te houden. Alle drie hielden ze het enkel een minuut vol. Een expert genaamd Aaron kon ongeveer 40 seconden blijven hangen. |
| Iemand kan zich vasthouden aan het landingsgestel van een bewegende helikopter, en na het opstijgen in de helikopter klimmen. | Confirmed | Daar testen met een echte helikopter als te gevaarlijk werden gezien, werd een simulatie gebruikt. Eerst werd de neerwaartse kracht van een helikopter nagebootst om te zien of iemand onder deze omstandigheden zich vast kon houden aan het landingsgestel. Dit bleek mogelijk. Voor de echte test werd een helikopter nagemaakt en boven een zwembad gehangen. Alle drie de leden van het bouwteam slaagden erin in de helikopter te klimmen. |

## Aflevering 139 – Dive To Survive
In deze aflevering keerde Kari Byron terug van haar zwangerschapsverlof.

### Dive to Survive
| Mythe                                                         | Status    | Notities |
| ------------------------------------------------------------- | --------- | --- |
| Onder water duiken kan bescherming bieden tegen een explosie. | Plausible | Bij een test met scheurstickers bleek dat water de kracht van een schokgolf sterk kan verminderen. Voor de test op volle schaal werden schokstickers op verschillende afstanden en dieptes van de explosie geplaatst. Er werden drie explosies gebruikt: benzine, ammoniumnitraat en dynamiet. Het dynamiet verwoestte de meeste stickers, behalve enkele onder water. |

### Phonebook Freedom
| Mythe                                                                                          | Status | Notities |
| ---------------------------------------------------------------------------------------------- | ------ | --- |
| Door alle naden en hoeken van een auto op te vullen met telefoonboek, wordt de auto kogelvrij. | Busted | Het juniorteam vulde verschillende autodeuren met telefoonboeken. Deze hielden onder andere 9mm, 357 magnum en .45 kaliber kogels tegen. Krachtigere kogels vlogen er echter gewoon doorheen. |
| Een auto die geheel bedekt is met telefoonboeken is kogelvrij                                  | Busted | Het team berekende dat er minimaal 900 boeken voor nodig zouden zijn om een auto geheel kogelvrij te maken. Deze wogen samen meer dan de auto dus werd het aantal gereduceerd naar 400. Ook nu werd er met verschillende type vuurwapens op de auto geschoten. De kleinere kogels werden tegengehouden, maar de grotere niet. |

## Aflevering 140 – Spy Car Escape

### Spy Car Escape
Deze mythen zijn allemaal gebaseerd op achtervolgingsscènes uit films. Een auto die een andere wagen achtervolgt kan tot stoppen worden gebracht of op een dwaalspoor gezet met…
| Mythe                         | Status          | Notities |
| ----------------------------- | --------------- | --- |
| ...voetangels.                | Busted          | Hoewel de voetangels de banden van de auto konden doorboren, liepen deze banden niet direct leeg waardoor de achtervolgende auto Adam kon inhalen. De reden dat dit mislukte was omdat de voetangels vast bleven zitten in de banden, waardoor de gaten die ze in de band prikten deels afgesloten bleven.                                                                                       |
| ...een rookgordijn            | Confirmed       | Bij de eerste test maakte Jamie meerdere rookbommen vast aan zijn auto om zo een rookgordijn op te wekken. Dit werkte maar even daar de rook ook in Jamies auto terechtkwam en hij zelf niks meer kon zien. Voor de tweede test werd een aangepaste opstelling gebruikt om de rook buiten de eigen auto te houden. Deze test was een succes en Adam kon de auto die hem achtervolgde afschudden. |
| ...een oliespoor              | Plausible       | De achtervolgende wagen remde wel sterk af nadat hij op het oliespoor terechtkwam, waardoor Jamie kon ontkomen. De wagen raakte echter niet in een slip zoals in films wel vaak het geval is. |
| ...Jamies eigen uitvindingen. | Set for revisit | Dit was een onderdeel van de Mythbuster Challenge. Jamie maakte zelf een paar autostoppers die zich vasthechtten aan de onderkant van de achtervolgende auto. Hoewel ze met succes werden aangebracht, werd de auto er niet door afgeremd. Bij een langere test zou het waarschijnlijk wel hebben gewerkt.                                                                                       |
| ...Adams parachute.           | Busted          | Voor de Mythbuster Challenge maakte Adam een parachute die vanuit zijn eigen auto kon worden opengevouwen en zich dan over de achtervolgende auto zou vouwen. De parachute vouwde prima open, maar de achtervolgende wagen kon hem makkelijk ontwijken. |

### Vector Vengeance
| Mythe | Status    | Notities |
| --- | --------- | --- |
| Als een voorwerp uit een rijdende auto wordt gegooid met precies dezelfde snelheid als dat het voertuig zich voortbeweegt, zal het voorwerp direct naar de grond vallen. | Confirmed | Voor de eerste test gebruikte het juniorteam een tredmolen die zich voortbewoog met een snelheid van 16 kilometer per uur om een gewicht van de achterkant van een vrachtwagen te laten vallen. Dit gewicht vloog 1.8 meter weg. Bij de tweede test reed de vrachtwagen ook met een snelheid van 16 kilometer per uur. Dit keer viel het gewicht recht omlaag. Ze herhaalden het experiment bij 97 kilometer per uur met behulp van een voetbal. Hierbij werd hetzelfde resultaat behaald. |

## Aflevering 141 – Bottle Bash

### Bottle Bash
| Mythe                                                                                                  | Status | Notities |
| --- | ------ | --- |
| Een lege bierfles richt meer schade aan dan een volle indien ze stuk worden geslagen op iemands hoofd. | Busted | De mythbusters begonnen met het slaan van flessen op een nephoofd. De volle fles had een impactkracht van 28.1 G en de lege een kracht van 22.7 G. De g-krachten waren echter niet constant. Daarom werd een robotarm gemaakt die de flessen met steeds dezelfde snelheid kon stukslaan. De volle fles leverde ook toen meer kracht dan de lege. Bij een laatste test bleek een volle fles in staat een menselijke schedel open te breken terwijl een lege de schedel niet eens kon laten barsten. |

### Leather Cannon
| Mythe                                          | Status | Notities |
| ---------------------------------------------- | ------ | --- |
| Men kan een functioneel kanon bouwen van leer. | Busted | Deze mythe kent twee oorsprongen: een in Zweden en een in Ierland. Beide ontwerpen werden getest. Ter vergelijking gebruikte het juniorteam een echt kanon uit de Amerikaanse Burgeroorlog. Het Zweedse kanon bestond uit een koperen kern gewikkeld in leer en ijzeren banden, en het Ierse kanon was geheel van leer. Het Zweedse kanon deed het relatief het beste. Deze kon een paar keer schieten, maar begaf het toen. Het Ierse kanon werkte niet. |

## Aflevering 142 – No Pain, No Gain

### No Pain, No Gain
Voordat werd begonnen aan het testen van deze mythen, onderzochten Adam en Jamie de veiligste manier voor het toebrengen van pijn. Dat bleek via kou te zijn. Testpersonen werden blootgesteld aan een ijsbad van 1 graad Celsius voor maximaal 3 minuten.
| Mythe | Status    | Notities |
| --- | --------- | --- |
| Vrouwen hebben een grotere tolerantie voor pijn dan mannen                                                  | Confirmed | Hiervoor werden 25 mannen en 25 vrouwen blootgesteld aan het ijsbad. Vrouwen hielden het gemiddeld 100.4 seconden vol tegen 84.3 seconden bij de mannen. Tevens bleken vrouwen die zonder verdoving of pijnstillers op natuurlijke manier waren bevallen een hogere pijntolerantie te hebben dan andere vrouwen. |
| Mensen met van nature rood haar hebben een lagere tolerantie voor pijn dan mensen met aan andere haarkleur. | Busted    | Twee dozijn mensen van elke groep namen deel aan dit experiment. Het gemiddelde voor de roodharige mensen was 132.2 seconden, tegen 79.1 bij de niet-roodharigen. |
| Hardop vloeken stelt iemand in staat pijn beter te verdragen.                                               | Confirmed | Adam, Jamie, Grant, Tory en Kari namen allemaal deel aan dit experiment. Jamie en Tory hielden het de volle drie minuten vol, waardoor hun resultaten genegeerd moesten worden. Bij het spreken van vloekwoorden nam de tijd dat de proefpersonen het ijsbad konden weerstaan met 30% toe.                       |

### Gas Canister Rocket
| Mythe | Status    | Notities |
| --- | --------- | --- |
| Als de propaantank van een barbecue wordt blootgesteld aan vuur, kan hij scheuren en 46 meter de lucht in schieten. | Plausible | Bij een eerste test trad het veiligheidsventiel van de tank in werking waardoor het gas gemakkelijk kon ontsnappen. Daarom werd dit ventiel voor verdere testen onklaar gemaakt. Bij de tweede test explodeerde de tank en schoot het puin 91 meter ver in alle richtingen. Voor de derde test werd de tank al deels kapotgemaakt met een boor om zo roestplekken van een oudere tank te simuleren. Deze vloog door de explosie 18 meter de lucht in. De mythe werd hierdoor plausible verklaard. |

## Aflevering 143 – Mythssion Control

### Crash Force
Deze mythe werd opgestuurd door fans die zich niet konden vinden in een opmerking die Jamie maakte in de aflevering "Compact Compact". Hierbij stelde hij dat de kracht die vrijkomt van twee auto’s die frontaal op elkaar botsen met een snelheid van 80 kilometer per uur, is gelijk aan die van een enkele auto die met 160 kilometer per uur op een muur botst.
| Mythe | Status    | Notities |
| --- | --------- | --- |
| De kracht die vrijkomt van twee auto’s die op elkaar botsen met een snelheid van 80 kilometer per uur gelijk was aan die van een enkele auto die met 80 kilometer per uur op een muur botst. | Confirmed | Bij de testen op schaal leek de mythe al deels bevestigd te worden. Voor de grote test lieten de MythBusters auto’s met snelheden van 80 en 160 kilometer per uur op een muur botsen als referentie. Daarna lieten ze auto’s op elkaar botsen met 80 kilometer per uur. Hierbij werd duidelijk dat beide wagens evenveel schade leden als een auto die tegen een muur botst met 80 kilometer per uur. Dit is in overeenkomst met de derde wet van Newton. Hoewel er bij de botsing tussen de twee auto's twee maal zoveel kracht vrijkomt als bij de botsing tegen de muur met dezelfde snelheid, wordt deze kracht ook verdeeld over twee maal de massa. |

### Knock Your Socks Off Revisit
Dit was een herziene versie van de Knock Your Socks Off-mythe. Volgens fans hadden de MythBusters de vorige keer niet genoeg rekening gehouden met het type sokken dat gebruikt kan worden (met of zonder elastiek) en het al dan niet aanwezig zijn van lichaamsbeharing op de benen van mensen.
| Mythe                                                            | Status          | Notities |
| ---------------------------------------------------------------- | --------------- | --- |
| Het is mogelijk iemand letterlijk uit zijn/haar sokken te slaan. | Deels Confirmed | Het juniorteam testte verschillende sokken op zowel behaarde als niet behaarde benen. Niet-elastische wollen sokken op een haarloos been bleken het makkelijkst te verwijderen, en dus het meest geschikt om de mythe te bevestigen. Voor de test werd een been van balistische gel, bedekt met huid van een lam, gebruikt. Dit been, met een sok eraan, werd blootgesteld aan de kracht van verschillende klappen die iemand kan krijgen. Geen van de klappen was krachtig genoeg. Om toch het gewenst effect te bereiken kreeg Buster de sokken aan, waarna op hem werd ingereden met een truck. Toen deze Buster omver reed met een snelheid van 105 kilometer per uur, verloor Buster zijn sokken. |

## Aflevering 144 – Duct Tape Hour 2
Dit was de tweede aflevering die geheel in het teken stond van ducttape.
Ducttape kan worden gebruikt om...
| Mythe | Status    | Notities |
| --- | --------- | --- |
| ...een bruikbare brug te maken over een kloof.                                                            | Confirmed | Adam en Jamie controleerden eerst de breekkracht van ducttape. Dit bleek 30.5 kilo te zijn. De brug zelf werd gemaakt van in elkaar gevluchten stukken ducttape. In total waren 196 rollen tape nodig om een brug te maken van 32 meter lang. Zowel Adam als Jamie konden deze brug veilig oversteken. |
| ...een volledig ontmantelde auto weer in elkaar te zetten en ook bijeen te houden tijdens hoge snelheden. | Confirmed | Kari sloopte een auto, waarna Tory en Grant hem weer in elkaar mochten zetten met enkel ducttape als hulpmiddel. De weer in elkaar gemonteerde auto werd getest op een hindernisbaan. Kari reed met de wagen meerdere rondjes over deze baan, met snelheden variërend van 64 tot 97 kilometer per uur. De wagen hield het 10 rondes vol.                                                                                    |
| ...een auto die weg wil rijden op zijn plek houden.                                                       | Confirmed | Het juniorteam bevestigde een krachtmeter tussen de achterbumper van een auto en een telefoonpaal. Hiermee werd vastgesteld dat de wagen een trekkracht van 590 kgf had. Gebaseerd op de bekende breekkracht van ducttape berekende het team dat er vijf rollen tape voor nodig zouden zijn om de wagen tegen te houden. Met vijf rollen tape werd de auto aan de paal vastgeplakt, en slaagde er niet in om weg te rijden. |
| ...een auto die met een snelheid van 97 kilometer per uur rijdt tot stoppen brengen                       | Busted    | Het team plaatste twee betonnen barricades, met daartussen een versperring gemaakt van ducttape. De wagen brak er echter bij een snelheid van 64 kilometer per uur al makkelijk doorheen. Voor verdere testen werd de barricade versterkt tot 100 rollen tape, maar ook deze konden de wagen niet stoppen. |

## Aflevering 145 – Waterslide Wipeout

### Waterslide Wipeout
Deze mythe is gebaseerd op een viral video, en werd getest op aandringen van fans.
| Mythe | Status | Notities |
| --- | ------ | --- |
| Iemand kan van een buitengewoon grote waterbaan afglijden, via een verhoging op het einde 35 meter ver vliegen, en precies in een kinderbadje landen. | Busted | De MythBusters bouwden eerst een schaalmodel en ontdekten zo dat het principe mogelijk is, als de omstandigheden juist zijn. Bij de test op grote schaal bleek echter dat het onmogelijk was om 35 meter ver te vliegen met enkel de hulp van een waterbaan om snelheid op te bouwen. |

### Left Hand Turn
Deze mythe is gebaseerd op het gerucht dat transportbedrijven altijd expres routes uitkiezen met zo min mogelijk bochten naar links, omdat dit brandstof zou besparen.
| Mythe | Status    | Notities |
| --- | --------- | --- |
| Een route met alleen maar bochten naar rechts is zuiniger voor een auto dan een route met bochten naar links. Dit omdat wachten voor een kruising op een kans om linksaf te slaan (waarbij dus de hele weg overgestoken moet worden) meer brandstof vereist. | Confirmed | Het team gebruikte voor de eerste test een normale personenauto op een gecontroleerd parcours. Bij dit parcours kon de wagen een keer links afslaan, maar moest dan wel wachten voor een stoplicht, of drie keer rechtsaf zonder stoplicht, maar moest dan wel over een langere route rijden. De route zonder bochten linksaf was zuiniger. Bij de tweede test werd een nieuwe route met ofwel alleen bochten naar links, of anders alleen bochten naar rechts gebruikt. Het verschil in brandstofverbruik bedroeg 3%. |

## Aflevering 146 – Fireball Stun Gun

### Fireball Stun Gun
Deze mythe was gebaseerd op een aflevering van CSI: Crime Scene Investigation, waarin Adam en Jamie een cameo hadden.
| Mythe                                                                                               | Status    | Notities |
| --------------------------------------------------------------------------------------------------- | --------- | --- |
| Een stroomstootwapen kan een kledingstuk dat nat is gemaakt met pepperspray in brand laten vliegen. | Plausible | De MythBusters probeerden de mythe eerst na te bootsen op precies dezelfde manier als in de show. Hierbij ontbrandde het kledingstuk niet. Voor nader onderzoek werden verschillende merken pepperspray getest op hun brandbaarheid. Twee reageerden niet, maar drie anderen reageerden explosief op de vonken van een stroomstootwapen. Vervolgens werden verschillende soorten kleding getest op brandbaarheid. De brandbaarste stof werd samen met een van de drie ontbrandbare peppersprays getest. Hierbij vloog het kledingstuk in brand. |

### Fireworks Man
| Mythe | Status | Notities |
| --- | ------ | --- |
| Een man kan 400 vuurpijlen aan zichzelf bevestigen, hiermee via een ramp 46 meter ver vliegen en veilig in een meer landen. | Busted | Het juniorteam testte verschillende vuurwerkraketten om te zien welke de meeste stuwkracht had. Geen van de commerciële raketten bleek sterk genoeg. Daarom maakte het team zelf vuurpijlen volgens het voorbeeld van een Europees model. Deze werden aan Buster bevestigd. Hij werd met succes gelanceerd, maar in de lucht raakte hij uit balans en viel vroegtijdig in het meer. |

## Aflevering 147 – Flu Fiction

### Fever Pitch
| Mythe | Status    | Notities |
| --- | --------- | --- |
| Als iemand niest, kan het speeksel/neusvocht met een snelheid van 160 kilometer per uur de mond/neus verlaten.                              | Busted    | Adam en Jamie gebruikten snuiftabak om zichzelf aan het niezen te maken, en registreerden dit met een hogesnelheidscamera. De druppels vlogen bij Adam met 56 kilometer per uur weg, en bij Jamie met 63 kilometer per uur. |
| Speeksel kan 9,1 meter ver vliegen. | Busted    | Om een indicatie te krijgen van de afstand, mengde Adam frisdrank met de snuiftabak zodat dit beter zichtbaar werd. Vervolgens bracht hij zichzelf aan het niezen boven een lang stuk wit papier. Deze opzet werkte niet. Daarom gebruikten Adam en Jamie kleurstof om hun speeksel zichtbaar te maken. Dit werkte wel. De gemiddelde afstand kwam uit op 5,2 meter bij Adam en 4 meter bij Jamie. |
| Een nies van een verkouden persoon kan bacteriën zo ver verspreiden dat iedereen in de directe omgeving van deze persoon besmet kan worden. | Confirmed | Adam en Jamie raadpleegden een otorinolaryngologist en ontdekten zo dat een verkouden persoon tot 60 milliliter aan slijm en snot kan uitniezen per uur. Jamie maakte hierop een apparaat dat gekleurd water met dezelfde snelheid en hoeveelheid kon verspreiden. Na een uur zat alles in de omgeving van de druppelaar onder de vloeistof. Voor een extra test moest Adam tijd doorbrengen in een ruimte met Kari, Grant en Tory, die opdracht hadden Adam te vermijden, en drie andere proefpersonen. Na 30 minuten bleken alle personen behalve Kari bacteriën op te hebben gelopen. Bij een tweede test, waarbij Adam zelf bewust probeerde geen contact te maken met iemand, bleven alle proefpersonen schoon. |

### Tornado Decapitation
| Mythe | Status    | Notities |
| --- | --------- | --- |
| Windstoten met de kracht van een tornado kunnen glas van een raam snel genoeg afvuren om iemand te onthoofden. | Confirmed | Het juniorteam gebruikte de ruggengraat van een varken en stukken glas van 3,2 millimeter dikte voor deze test. Ze gooiden dit glas handmatig naar de ruggengraat, maar deze liep enkel wat schrammen op. Tory bouwde hierop een frame aan een pickuptruck, waarin een 6,5 kilo zwaar stuk glas kon worden gezet. Hiermee kon de glasplaat met goede snelheid worden afgevuurd. Het glas sneed de ruggengraat volledig door. |

## Aflevering SP13 – Top 25 Moments
Dit was een aflevering over de MythBusters’ 25 favoriete mythen en momenten uit de geschiedenis van de serie.
| #  | Naam                        | Mythe                                                                     | Commentaar                                                    |
| -- | --------------------------- | ------------------------------------------------------------------------- | ------------------------------------------------------------- |
| 25 | JATO Rocket Car             | Jet Assisted Chevy                                                        | Eerste mythe uit de serie                                     |
| 24 | Guns & Ammo                 | Tree Machine Gun                                                          | Gebruik van vuurwapens in de serie                            |
| 23 | Science Is Golden           | Bullets Fired Up                                                          | Wetenschappelijke analyse en benadering van mythen            |
| 22 | Failure Is Always an Option | Supersize Rocket Car                                                      | Experimenten die op een onverwachte manier fout gaan.         |
| 21 | World Firsts                | Breaking Glass                                                            | Onvoorspelbare resultaten bij experimenten                    |
| 20 | Mean Machines               | Steam Powered Machine Gun                                                 | Grote constructies voor het testen van mythen                 |
| 19 | MythBusters Dress Code      |                                                                           | Veiligheidskleding en bizarre kostuums gedragen door de cast. |
| 18 | Underwater Car              | Underwater Car                                                            |                                                               |
| 17 | Not So Steely Stomachs      |                                                                           | Castleden die misselijk worden                                |
| 16 | Surprise! Surprise!         | Bull in a China Shop                                                      | Onverwachte resultaten bij een experiment                     |
| 15 | Buster: Honorary MythBuster | Exploding Pants                                                           | De belevenissen en ongelukken van Buster                      |
| 14 | Duct Tapetastic             | Duct Tape Sailboat                                                        | Nieuwe toepassingen voor ducttape.                            |
| 13 | Weird & Wonderful           | Vacuum Toilet                                                             | De meest opmerkelijke "what the hell are we doing?" momenten. |
| 12 | Lunar Lunacy                | NASA Moon Landing                                                         |                                                               |
| 11 | Shark Tales                 | Playing Dead                                                              | Haaienmythen                                                  |
| 10 | Flatus Burning              | Igniting a Flatus                                                         | Een nog niet eerder uitgezonden segment                       |
| 9  | Human Guinea Pigs           |                                                                           | Castleden die zelf deelnemen aan stunts                       |
| 8  | Bring Out the Blimp         | Hindenburg Mystery                                                        |                                                               |
| 7  | One Line Wonders            |                                                                           | Memorabele uitspraken van castleden                           |
| 6  | Alcatraz Escape             | Escape from Alcatraz                                                      |                                                               |
| 5  | Car Drop                    | Racing Gravity                                                            | De favoriete mythe van het juniorteam                         |
| 4  | Accidents Do Happen         |                                                                           | Montage van Adam en Tory's vele ongelukken in de serie        |
| 3  | Rocketry in Motion          | Compact Compact Supersized, Snowplow Rocket Replication                   | Het gebruik van raketmotoren in de serie                      |
| 2  | Lead Balloon                | Lead Balloon                                                              | Adam en Jamies favoriete mythe                                |
| 1  | Explosive Fan Favorites     | Verschillende explosies uit de serie, met als afsluiter de Cement Mix-Up. | Een lijst samengesteld door fans.                             |

## Aflevering 148 – Hair of the Dog

### Beat the Bloodhound, Part 2
Een vervolg op de “Fool the Bloodhound” mythe uit 2007. Adam en Jamie onderzoeken nieuwe manieren om een speurhond om de tuin te leiden.
Het is mogelijk een speurhond af te schudden door...
| Mythe                                                                                                 | Status | Notities |
| --- | ------ | --- |
| ...je geur te maskeren met haring.                                                                    | Busted | Jamie verspreidde een ton haring op zijn pad. De hond stopte eerst om de vis op eten, maar vond Jamie daarna alsnog. |
| ...een pak te dragen dat is gewassen met een wasmiddel dat geuren neutraliseert.                      | Busted | Ondanks Jamies pak en zijn verstopplaats, kon de hond hem makkelijk vinden. |
| ...een stuk door een rivier te zwemmen (in plaats van een klein beekje zoals in de vorige aflevering) | Busted | De hond kon Jamies geur ook in het water |
| ...met speciale middelen je lichaam geheel te reinigen en je geur te maskeren.                        | Busted | Jamie schrobde zichzelf goed schoon met middelen die onder andere door jagers worden gebruikt om hun lichaamsgeur te verbergen. Daarna trok hij een speciaal pak aan met een gasmasker, dat al zijn geuren moest verbergen. Deze methode leek even te werken, maar uiteindelijk vond de hond Jamie toch. |

Adam en Jamie onderzochten ook of een speurhond een enkele verdachte uit een groep kan opsporen.
| Mythe                                                                                               | Status    | Notities |
| --------------------------------------------------------------------------------------------------- | --------- | --- |
| Als meerdere verdachten tegelijk vluchten, kan de hond een specifieke verdachte onder hen opsporen. | Plausible | Vijf mannen kregen allemaal een ongewassen shirt, en vluchtten eerst een stukje samen voordat ze elk hun eigen weg gingen. De hond moest een van hen opsporen. Bij de eerste test raakte de hond in de war door de vele geursporen. Bij de tweede test lukte het wel. De hond in kwestie bleek nog niet getraind voor het volgen van meerdere doelwitten tegelijk. |

### Beat the Sniffer Dog
Het juniorteam probeerde honden die ingezet worden door onder andere de douane om smokkelwaar op te sporen om de tuin te leiden. Dit kan door...
| Mythe | Status | Notities |
| --- | ------ | --- |
| ...de geur van de smokkelwaar te camoufleren met een veel sterkere, andere geur.                                                                                              | Busted | De smokkelwaar werd in een plastic container gestopt met daarin achtereenvolgens koffie, pindakaas, citronella, parfum en bleekmiddel als overheersende geur. De hond kon het pakje desondanks elke keer vinden. |
| ...gebruik te maken van een apparaat dat ultrahoge tonen uitzend. | Busted | Kari testte dit apparaat eerst op haar eigen honden om te kijken of het effectief was. De hond wist het geluid echter te negeren en zijn doel te vinden. |
| ...de hond af te leiden met een andere geur. | Busted | Hierbij werd een loopse vrouwtjeshond nabij de smokkelwaar geplaatst in de hoop de speurhond af te leiden met feromonen. De hond werd wel even verward, maar vond toen zijn eigenaar de andere hond weg liet halen de smokkelwaar uiteindelijk toch. Dit weghalen van andere honden uit de zoekruimte bleek een standaardprocedure te zijn bij de douane.                         |
| ...de smokkelwaar te verstoppen in een koffer gevuld met niet-illegale materialen die net zo ruiken, zodat de eigenaar van de speurhond mogelijk denkt dat het vals alarm is. | Busted | Tory bracht een dubbele bodem aan in een koffer, verstopte de smokkelwaar hierin, en vulde de koffer voor de rest met een materiaal dat net zo rook als de smokkelwaar. Deze koffer werd tussen andere koffers verstopt in een pakhuis. De speurhond en zijn eigenaar vonden de smokkelwaar toch, mede omdat douanepersoneel erop getraind is dit soort misleidingen te doorzien. |

## Aflevering 149 - Storm Chasing Myths
Adam en Jamie werkten in deze aflevering samen met Sean Casey and Reed Timmer  van de serie Storm Chasers. Het juniorteam komt niet voor in de aflevering.
| Mythe                                                                                            | Status    | Notities |
| ------------------------------------------------------------------------------------------------ | --------- | --- |
| De aangepaste voertuigen van de Storm Chasers kunnen de windkracht van een F5-tornado weerstaan. | Confirmed | Om de windkracht van de tornado na te bootsen, werd een Boeing 747 ingezet. Eerst werd een normale auto aan de motoren van de Boeing blootgesteld als referentie. Daarna waren de voertuigen van de Storm Chasers aan de beurt. Beide werden niet weggeblazen. |
| Het is mogelijk een persoonlijk beschermingsmiddel te maken tegen tornado’s.                     | Confirmed | Adam en Jamie kwamen met dit idee voor het geval de Storm Chasers ooit buiten hun auto’s verrast zouden worden door een tornado. Hun oplossing moest voldoen aan drie criteria: hij moet draagbaar zijn, de inslag van rondvliegend puin kunnen weerstaan, en niet wegwaaien bij de windkracht van een F3-tornado. De oplossing van de MythBusters was een lage tent van polyethyleen, aluminium, nylon en ducttape. De tent was opvouwbaar, dus draagbaar. Voor de test met rondvliegend puin schoot Jamie houten cilinders op de tent af met een luchtdrukkanon, terwijl eerst Buster en later Adam zich in de tent bevond. Geen van beide liepen ze schade op. Voor de derde test werd wederom een Boeing 747 gebruikt. Bij de eerste windtest scheurde de tent vanwege te zwakke bevestigingspunten van het materiaal. Nadat deze waren verstevigd, hield de tent het vol tot windsnelheden van een F4-tornado. |

## Aflevering 150 - Cold Feet

### When Feces Hit the Fan
| Mythe                                                                                             | Status    | Notities |
| ------------------------------------------------------------------------------------------------- | --------- | --- |
| Als ontlasting tegen een ventilator wordt gegooid, wordt iedereen in de directe omgeving geraakt. | Plausible | Omdat echte ontlasting te gevaarlijk was voor de test, werd een kunstmatige vervanging gebruikt. Bij een plastic ventilator van 30.5 centimeter werd de ontlasting maar matig verspreid. Een metalen ventilator van 50 centimeter had al meer effect. Voor nog betere resultaten probeerden de MythBusters verschillende samenstellingen van de ontlasting. De zachtere bleek de beste keus. Dit gecombineerd met een grote ventilator zorgde ervoor dat de ontlasting tot 12 meter ver werd verspreid en alle doelwitten raakte. |

### Cold Feet
| Mythe                                                                                     | Status    | Notities |
| ----------------------------------------------------------------------------------------- | --------- | --- |
| Het is mogelijk dat iemands voeten kouder worden indien deze persoon ergens bang voor is. | Plausible | Het juniorteam controleerde eerst de temperatuur van hun voeten onder normale omstandigheden. Dit bleek gemiddeld 36 graden Celsius te zijn. Vervolgens moesten ze alle drie iets doen wat ze normaal uit angst niet zouden doen. Tory moest meevliegen met een stuntvliegtuig, en kreeg vlak voor iedere stunt koudere voeten. Grant werd blootgesteld aan vogelspinnen, waarbij zijn voeten bijna 8,3 graden kouder werden. Kari moest een levende worm en krekel opeten. Haar voettemperatuur nam ook met 8,3 graden af. |

## Aflevering 151 - Tablecloth Chaos

### Tablecloth Chaos
| Mythe | Status | Notities |
| --- | ------ | --- |
| Een motorfiets kan een groot tafellaken onder een volledig banket wegtrekken, zonder dat er iets van het banket op de grond valt. | Busted | Eerst probeerden Adam en Jamie met kleine testen een perfecte combinatie van materialen en tafellakenstof te vinden. Lichtgewicht satijnen lakens bleken het beste. De grote test werd uitgevoerd ineen hangar op Naval Air Station Alameda, met een 7,3 meter lange tafel waarop 24 voorwerpen stonden. Daarna probeerde Jamie op een motorfiets bij verschillende snelheden en aanlopen het kleed weg te trekken. Hij slaagde er echter niet in dit te doen zonder dat enkele voorwerpen van hun plek kwamen. |

### Brain Drain
| Mythe                                              | Status | Notities |
| -------------------------------------------------- | ------ | --- |
| Mensen gebruiken maar 10% van hun hersencapaciteit | Busted | Eerst won Grant informatie in bij een neuroloog over hoe hersenactiviteit het beste kan worden gemeten. Daarna bedacht Kari een reeks testen waarbij rekenvermogen, het onthouden van dingen, snel beslissingen moeten nemen en het verwerken van visuele informatie werden getest. Grant onderging de test, maar het team kon geen goed percentage hersenactiviteit vaststellen. Voor een beter resultaat bezocht het team de UCSF voor een magnetoencephalografische test. Daarbij kwam het resultaat uit op 35% hersenactiviteit. |

## Aflevering 152 - Arrow Machine Gun

### Arrow Machine Gun
| Mythe | Status    | Notities |
| --- | --------- | --- |
| De oude Grieken hadden een machine die, door het draaien aan een draaiwiel, automatisch pijlen kon afvuren en herladen. | Plausible | Adam en Jamie hadden maar weinig historische informatie over dit wapen, maar slaagden er toch in een machine te maken. Deze werd getest op drie criteria: hij moest minimaal 5 pijlen per minuut kunnen afvuren, met genoeg accuraatheid om een menselijk doelwit te raken op 183 meter afstand. Later kwam hier een extra criteria bij; 5 doelen sneller kunnen raken dan een professionele menselijke boogschutter. De machine bleek tot 210 meter ver te kunnen schieten, en sneller dan boogschutter Brady Ellison de doelen te kunnen raken. De machine vuurde verder 15 pijlen per minuut af. |

### Tipsy vs. Tired
| Mythe                                                                       | Status    | Notities |
| --------------------------------------------------------------------------- | --------- | --- |
| Autorijden bij ernstig slaaptekort is net zo gevaarlijk als dronken rijden. | Confirmed | Voor de test moesten Kari en Tori eerst dronken en daarna vermoeid twee testparcours afleggen: een parcours vol bochten en pionnen om een situatie in een stad na te bootsen (waarbij werd gekeken hoeveel fouten, zoals het omstoten van pionnen, ze maakten), en een parcours bestaande uit een lang rondje om een verlaten snelweg na te bootsen (waarbij werd gekeken hoe vaak ze buiten de aangegeven weg belandden). Kari maakte dronken 7 fouten bij de stadstest en belandde 104 keer naast het parcours bij de snelwegtest. Tory maakte dronken 2 fouten bij de stadstest en belandde 4 keer buiten het parcours bij de snelwegtest. Na een doorwaakte nacht waarbij beiden 30 uur lang niet hadden geslapen, maakte Kari 6 fouten bij de stadstest en belandde 210 keer buiten het parcours bij de snelwegtest. Tori maakte 5 fouten bij de stadstest en belandde 110 keer buiten het parcours bij de snelwegtest. Daarmee was de mythe bevestigd. |

## Aflevering 153 - Mini Myth Madness
Deze aflevering was een eerbetoon aan de fans, waarbij zes door fans ingestuurde mythen willekeurig werden gekozen voor een test. Een van de gekozen brieven bleek drie mythen te bevatten, waardoor het totaal aantal mythen op acht kwam.
| Mythe | Status    | Notities |
| --- | --------- | --- |
| Een scubaduiker kan een tuxedo onder zijn duikpak dragen, gaan duiken, en nadien nog steeds een droge, onbeschadigde tuxedo dragen (uit de James Bond-film Goldfinger. | Confirmed | Adam en Jamie gingen beide duiken met een smoking aan; Adam bleef zonder duikpak aan in de boot zitten, terwijl Jamie met duikpak aan 40 minuten ging zwemmen. Nadien zagen beide smokings er nog hetzelfde uit. |
| De druk van de autobanden is van grote invloed op het brandstofverbruik.                                                                                               | Confirmed | Het juniorteam reed met een testauto bij verschillende bandenspanningen een testparcours af. Bij bandenspanningen lager dan aangeraden verbruikte een auto fors meer brandstof. Bij bandenspanningen hoger dan aangeraden nam het brandstofverbruik af, maar vanwege de gevaren die dit met zich meebrengt raadde het team iedereen dit af. |
| Een laptop kan een kogel van een shotgun stoppen. | Plausible | Het team gebruikte een shotgun met hagelpatronen van 12 kogel, en een vier jaar oude laptop in een lederen tas. De kogels doorboorden gemakkelijk de laptop. Bij een tweede test schoot het team expres op de batterij daar dit het dikste deel van de laptop is. Dit stopte de kogels wel. |
| Een haarstukje kan een 0.40 caliber kogel tegenhouden. | Busted    | Het juniorteam maakte een opstelling gelijk aan die uit de mythe, waarbij de kogel eerst door een autoruit moest vliegen alvorens het haarstukje te raken. De kogel doorboorde met gemak het hoofd met het haar erop. Deze mythe kwam uit een nieuwsbericht, maar volgens de MythBusters was de kogel in werkelijkheid waarschijnlijk afgeketst op een metalen plaat en toen nabij het hoofd van het slachtoffer beland, waardoor deze dacht dat het haarstukje de kogel had tegengehouden. |
| Een koelkastdeur kan een schot hagel van 9 mm kogeltjes tegenhouden.                                                                                                   | Busted    | Verschillende 9mm kogels werden afgevuurd op een moderne koelkast, maar bij elk schot werd de deur doorboord. Ook een koelkast uit de jaren 50, met een dubbele stalen plaat in de deur, kon de kogels niet tegenhouden. |
| Wat is de beste manier om de verspreiding van ziekteverwekkers bij een nies tegen te gaan?                                                                             | N/A       | Adam en Jamie testten drie verschillende manieren: hand voor de neus, een elleboog voor de neus, en een zakdoek voor de neus. Met behulp van snuiftabak en kleurstof, gelijk aan de hulpmiddelen gebruikt in “Fever Pitch,” werd gekeken hoe ver Adams neusinhoud zich zou verspreiden. Bij de hand werden bijna geen druppels tegengehouden. Bij de elleboog en zakdoek werden de meeste druppels tegengehouden, en de paar die erdoor kwamen maar een paar centimeter ver. De elleboog bleek het beste daar de druppels die bij de zakdoek op Adams hand kwamen, makkelijk verspreid zouden worden als hij iets aan zou raken. |
| Het is makkelijk om snoepgoed af te pakken van een baby | Busted    | Dit was gebaseerd op een Engels spreekwoord. Adam en Jamie onderzochten de kracht die nodig is om een lolly gewoon op te pakken, en om hem af te pakken van baby's in de leeftijd 6 tot 18 maanden. Gemiddeld was hier 2.01 pond aan kracht voor nodig, tegen 0.08 bij gewoon oppakken. |
| Als een flesje bier lang in de vriezer staat, eruit gehaald wordt terwijl het nog vloeibaar is, en dan wordt geschud, zal het bier spontaan bevriezen.                 | Confirmed | Het juniorteam zette flesjes bier 120 tot 180 minuten in de vriezer, alvorens ze eruit te halen en meteen te schudden. Het bier bevroor inderdaad, mogelijk door het effect van superkoeling. |

## Aflevering 154 – Reverse Engineering

### Reverse Engineering
| Mythe | Status | Notities |
| --- | ------ | --- |
| Sommige sportwagens uit de jaren 70 waren zo slecht ontworpen, dat indien men het chassis achterstevoren op het frame zou zetten de wagen meteen een stuk aerodynamischer zou worden. | Busted | Adam en Jamie deden eerst testen op schaal met een modelauto in een watertank. Of de auto nu vooruit of achteruit stond, er was een grote turbulentie zichtbaar boven de achterkant. Voor de test op grote schaal werd een typische jaren 70 sportwagen op drie punten getest: de tijd die nodig is om op te trekken van 0 tot 97 kilometer per uur, de tijd die nodig is om een kwart mijl af te leggen, en brandstofverbruik op een 1,6 kilometer lang parcours. Na deze testen werd het chassis omgedraaid en de drie testen herhaald. De eerste keer had de auto 14 seconden nodig voor de kwart mijl, 8 seconden om op te trekken, en verbruikte 394.63 gram brandstof. Toen het chassis werd omgedraaid deed de auto 16.6 seconden nodig voor de kwart mijl, 8,66 seconden voor het optrekken, en verbruikte 566,99 gram brandstof. |

### Surf and Turf
| Mythe | Status | Notities |
| --- | ------ | --- |
| Als een auto met een surfplank op het dak bij een snelheid van 64 kilometer per uur botst en plotseling tot stilstand komt, zal de surfplank met genoeg kracht vooruit schieten om de ruit van een andere auto te doorboren en de chauffeur te doden (gebaseerd op een scène uit Lethal Weapon 2). | Busted | Voor de test sleepte het juniorteam een auto met surfplank op het dak op de gewenste snelheid tegen een geparkeerde auto, met 12,2 meter daarachter een derde auto waar de plank op af moest schieten. Er werden drie pogingen ondernomen alles zo te laten verlopen als in de film, maar zonder succes. Bij een test op schaal bleek dat de surfplank nooit lang genoeg in de lucht blijft om de 12,2 meter naar de andere auto af te leggen en de ruit te doorboren. Daarom maakte Tory een apparaat om de plank af te vuren. Zodoende wilde het team kijken of een surfplank een autoruit wel kan doorboren en de chauffeur kan doden. Dat bleek niet het geval. |

## Aflevering 155 – Inverted Underwater Car

### Turn Turtle Car
| Mythe | Status    | Notities |
| --- | --------- | --- |
| Het is lastiger te ontsnappen uit een te water geraakte auto die ook nog eens ondersteboven is gekeerd dan uit een te water geraakte auto die rechtop blijft. | Confirmed | Voor de test maakte Jamie een enorme tredmolen waarmee hijzelf en Adam onder water konden proberen uit verschillende posities te ontsnappen. Adam had hier geen moeite mee, maar Jamie wel. Bij de echte test in een meer lukte het Adam niet om te ontsnappen uit de omgekeerde wagen zonder gebruik te maken van de noodvoorraad zuurstof. |

### Gas Room Boom
| Mythe | Status | Notities |
| --- | ------ | --- |
| In een kamer gevuld met brandbaar gas, kan voorkomen worden dat het afvuren van een kogel het gas laat ontbranden door de kogel door een pak melk af te vuren (gebaseerd op de film Kiss the Girls). | Busted | Bij de eerste test in een kamer met methaangas, slaagde het pistool er niet in het gas te laten ontbranden; of de kogel nu gewoon werd afgevuurd of door een pak melk. Ook bij een schaaltest bleek methaan niet brandbaar genoeg, dus werd overgestapt op waterstofgas. Hierbij werd wel een explosie veroorzaakt, ook als de kogel door een pak melk heen werd afgevuurd. |

## Aflevering 156 – Bug Special

### Laptop Lift
Deze mythe is gebaseerd op een internetvideo
| Mythe                                           | Status | Notities |
| ----------------------------------------------- | ------ | --- |
| Duizend honingbijen kunnen een laptop optillen. | Busted | Adam en Jamie bedekten een laptop met lijm en bijvriendelijke kleefstof. Daarna maakten ze bijen vast aan de laptop, maar al snel bleek 1 rek met bijen (zoals in de video) onvoldoende. Ook bij vijf rekken lukte het de bijen niet. Bij testen op kleine schaal bleek dat 1 bij een gewicht van 96 milligram kan dragen. Op basis daarvan berekenden Adam en Jamie dat er ten minste 23.000 bijen nodig zijn om de laptop op te tillen. Op de laptop pasten echter maar 2300 bijen. De vidoe was volgens hen waarschijnlijk in scène gezet met behulp van visdraden. |

### Fly vs Water
| Mythe                                                                       | Status | Notities |
| --------------------------------------------------------------------------- | ------ | --- |
| Zakken water die aan het plafon worden gehangen kunnen vliegen afschrikken. | Busted | Het Juniorteam bouwde een opstelling met drie kamers, gescheiden door valluiken. In de eerste kamer zaten vliegen, in de twee wat rottend vlees als aas, en in de derde rottend vlees en zakken water. Er werden 5000 vliegen losgelaten vanuit de eerste kamer. Na afloop bleken veel vliegen toch naar de derde kamer te zijn gevlogen, ondanks de aanwezigheid van de zak water. |

### Biker vs Bug
| Mythe                                                                                | Status    | Notities |
| ------------------------------------------------------------------------------------ | --------- | --- |
| Een motorrijder kan worden gedood door een botsing met hoge snelheid met een insect. | Plausible | Bij een test vooraf bleek de zwakste plek van het menselijk lichaam de keel te zijn; een inslag met een kracht van 76 pond kan de luchtpijp zodanig laten opzwellen dat het slachtoffer stikt. De grootste botskracht werd gemeten tijdens een botsing met een goliathkever: 100 pond. Extra testten bevestigden dit. |

## Aflevering 157 – President's Challenge

### Archimedes Solar Ray 3.0
President Barack Obama daagde de MythBusters uit om de Ancient Death Ray-mythe, die al twee keer eerder was onderzocht, toch nog eens te proberen.
| Mythe | Status    | Notities |
| --- | --------- | --- |
| 500 mensen met spiegels kunnen zonlicht zodanig op 1 plek focussen dat er een houten schip mee in brand kan worden gestoken. | Re-Busted | Adam en Jamie wisten van vorige experimenten dat het erg lastig zou worden 500 mensen zo te coördineren dat ze hun spiegel allemaal goed zouden houden. Daarom werd een richtsysteem opgesteld dat hen een handje moest helpen. Voor de test werden 500 spiegels, aan een kant bedekt met brons zoals in het Oude Griekenland, gebruikt. 500 scholieren hielpen mee met de test. Zowel de bronzen spiegels als moderne spiegels faalden. |

### Car Flip
| Mythe | Status | Notities |
| --- | ------ | --- |
| Gebaseerd op de film Hellboy; een krachtige stoot op de motorkap van een rijdende SUV kan de wagen een salto laten maken. | Busted | Het Juniorteam onderzocht eerst hoeveel kracht er nodig was om de voorkant van een SUV geheel naar de grond te duwen. Tory bouwde een grote stalen vuist om dit voor elkaar te krijgen. Na was mislukte pogingen slaagde het team erin deze vuist op het juiste moment op de auto te laten vallen, maar de auto sloeg niet over de kop. Bij testen op klein formaat, waarbij onder andere gevarieerd werd met snelheid en gewicht, lukte het eveneens niet. |

## Aflevering 158 – Green Hornet Special
Seth Rogen, hoofdrolspeler van de film The Green Hornet, gaf het team deze twee mythen omtrent de Green Hornets-auto, Black Beauty.

### Explosive Escape
| Mythe | Status | Notities |
| --- | ------ | --- |
| Als een auto geheel wordt begraven met een bulldozer erbovenop, kan met behulp van een explosie in de auto de bulldozer aan de kant worden geschoven zonder dat de passagiers worden verwond. | Busted | Adam en Jamie voorzagen de achterbank van een auto van stalen platen en 16 pond explosieven. Daarna werd de auto begraven met een bulldozer erboven. De explosie maakte een gat waar de bulldozer deels in wegzakte, maar vernietigde een groot deel van de auto en beschadigde de poppen in de auto. Hierna probeerden Adam en Jamie nog wat variaties met andere soorten explosieven en opstellingen, maar het resultaat was altijd date en explosie sterk genoeg om een bulldozer te verplaatsten de inzittende van de auto zwaar zou verwonden. |

### Elevator Car Cut
| Mythe | Status                                   | Notities |
| --- | ---------------------------------------- | --- |
| Als een met kogels doorzeefde auto half de schacht van een lift inrijdt die al naar beneden komt, zal de lift de wagen in tweeën hakken. Het voorstuk kan daarna nog steeds rijden. | Busted (1e helft) / Plausible (2e helft) | Het Juniorteam doorzeefde een auto met 200 kogel en maakte daarna een replica van een liftschacht met een vorkheftruck. De wagen werd bij de test echter geplet in plaats van gehalveerd. Daarmee werd dit deel van de mythe alvast onmogelijk verklaard. De tweede helft bleek, indien de auto speciaal voor dit doel werd aangepast (onder andere met een extra brandstoftank onder de motorkap), wel mogelijk. De gehalveerde auto kon 20 rondjes rijden op een parcours. |

## Aflevering 159 – Operation Valkyrie

### Valkyrie Boom
| Mythe | Status | Notities |
| --- | ------ | --- |
| Operatie Walküre, een plan om Adolf Hitler te vermoorden met een bom, mislukte omdat de bijeenkomst waarop de aanslag werd gepleegd niet plaatsvond in een ondergrondse bunker, maar in een bovengronds gebouw met ruimte voor ramen. | Busted | Adam gebruikt een watertank om te demonstreren hoe schokgolven kunnen afketsen op een hard oppervlak. Eerst werd een test op schaal gedaan, waarin bleek dat een explosie in een bunker meer effect heeft dan in een bovengronds gebouw. Voor de test op volle schaal werden twee containers gebruikt; een werd door Adam voorzien van ramen, en de andere werd door Jamie ingegraven. Elk werd voorzien van een schoksticker die af zou gaan bij 100 psi, piepschuim om het rondvliegend puin op te vangen, en een lading C4 met dezelfde krach als de bom gebruikt in de aanslag op Hitler. Hoewel de explosie in de bunker groter was dan die in de open ruimte, waren ze geen van beide dodelijk; de schokstickers bleven intact en de hoeveelheid rondvliegend puin was niet groot genoeg om iemand te doden. |

### Slap Some Sense
| Mythe | Status    | Notities |
| --- | --------- | --- |
| Het is mogelijk om iemand die in shock of in paniek is met een klap in het gezicht weer tot rede te brengen. | Confirmed | Kari raadpleegde een militaire noodarts om meer te leren over de vecht- of vluchtreactie. Grant en Tory bouwden hierna een apparaat dat gecontroleerd iemand in het gezich kon slaan. Grant moest als eerste de test ondergaan; hij werd onderzocht op reflexen, rekenvaardigheid, coördinatie en communicatievaardigheden onder drie omstandigheden: normaal, onder shock (na 30 minuten in ijs te hebben gezeten), en na in het gezicht te zijn geslagen. Grants resultaten na te zijn geslagen waren niet zo goed als die bij normaal, maar beter dan bij zijn rondes dat hij in shock was. Voor een tweede test deden Kari en Tory een test waarbij ze lange tijd zonder eten moesten doorbrengen en dan 30 minuten in ijs moesten zitten. Hun resultaten waren vergelijkbaar met die van Grant. |